# Michaela Melián

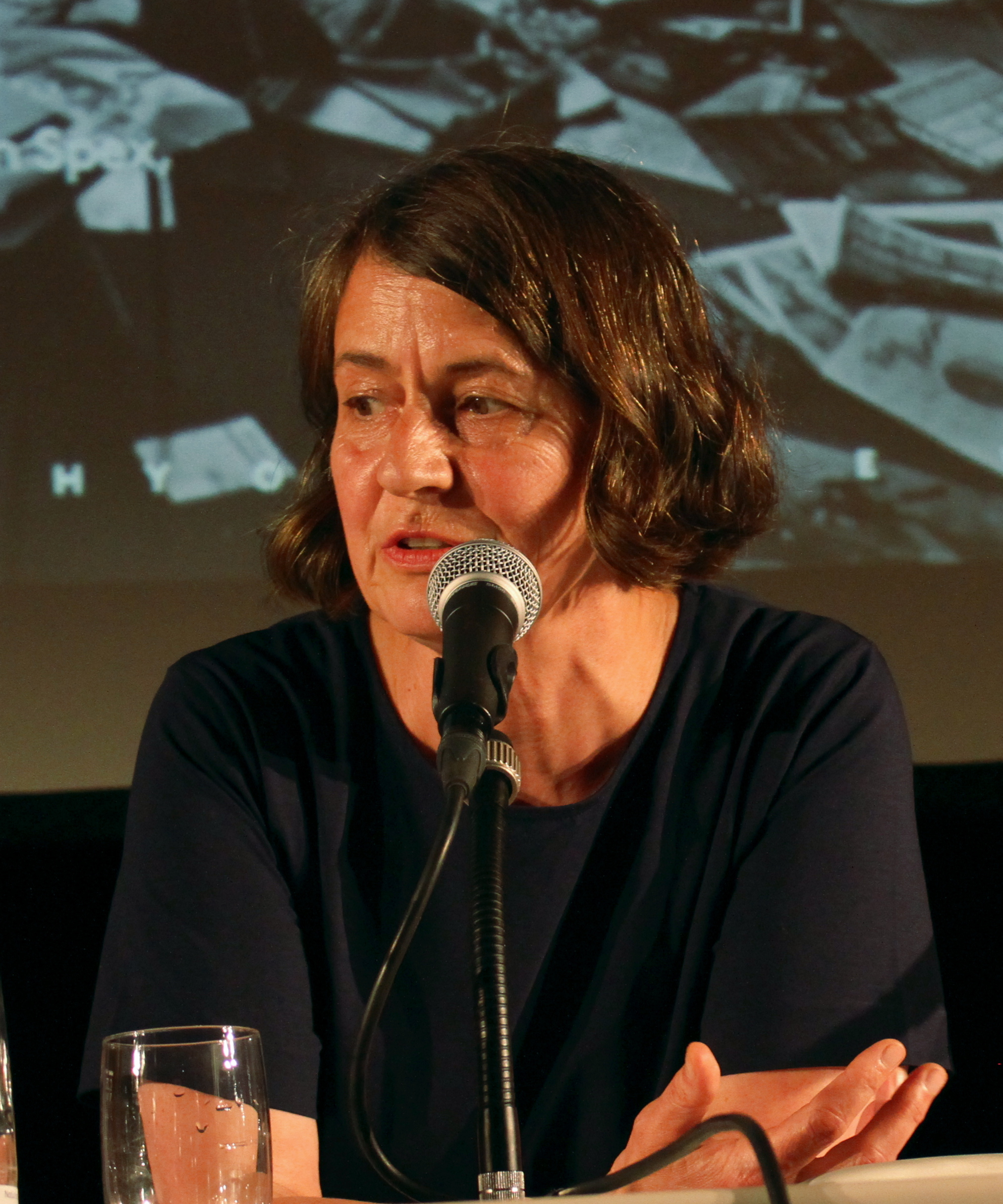
Michaela Melián (2015)

Michaela Melián (* 15. Juni 1956 in München) ist eine deutsche Künstlerin und Musikerin. Sie ist Mitgründerin der Band F.S.K. und war von 2010 bis 2023 Professorin für zeitbezogene Medien an der Hochschule für bildende Künste (HfbK) in Hamburg.

## Kindheit und Ausbildung
Melián wuchs in München auf. Sie studierte Bildende Kunst und Musik (Cello) in München und London.

## Künstlerische Karriere
Über die Zeitschrift Mode und Verzweiflung lernte sie Ende der 1970er Jahre Thomas Meinecke, Justin Hoffmann und Wilfried Petzi kennen, mit denen sie die Zeitschrift herausgab. 1980 gründeten die vier ihre Band F.S.K., die der ersten Phase der Neuen Deutschen Welle noch im musikalischen Untergrund zugerechnet wurde. Melián tourte als Sängerin und Bassistin der Band durch Europa und in die USA.
Seit Mitte der 1980er Jahre arbeitete sie als Künstlerin und Musikerin. Sie lehrte an verschiedenen Universitäten: Akademie der Bildenden Künste, München (1998–1999), der Hochschule für Bildende Künste Hamburg (HfbK, 2006–2008) und an der ETH Zürich (2008–2009).

## Privatleben
Melián lebt mit ihrem Ehemann Thomas Meinecke in Oberbayern. Das Paar hat eine Tochter, die Schauspielerin Juno Meinecke.

## Werk
Im Juli 2005 wurde ihre Produktion, das Hörspiel Föhrenwald, das sich mit dem ehemaligen Lager Föhrenwald beschäftigt, Hörspiel des Monats, gewann im November 2005 den Publikumspreis ARD-Online-Award der ARD-Hörspieltage und wurde mit dem Hörspielpreis der Kriegsblinden 2005 ausgezeichnet. Das Hörspiel Speicher beschäftigt sich mit dem ersten Multi-Media-Projekt in Deutschland, der Präsentation VarioVision auf der Internationale Verkehrsausstellung von 1965 in München. Alexander Kluge (Texte), Edgar Reitz (Film) und Josef Anton Riedl (Musik) schufen für die Ausstellung eine Mehrkanal-Show zum Thema Reisen. Die Sounds der Show stammten aus dem Siemens-Studio für elektronische Musik. Melián nahm für ihr Projekt Klänge des nur noch teilweise funktionsfähigen Studios im Deutschen Museum neu auf, bekam von Alexander Kluge noch Fragmente des damaligen Textes und schuf eine Collage aus tönenden Schleifen und Spiralen. Speicher wurde Hörspiel des Jahres 2008.
Mit ihrem Konzept Memory Loops gewann Michaela Melián 2008 den Kunstwettbewerb der Landeshauptstadt München „Opfer des Nationalsozialismus – Neue Formen des Erinnerns und Gedenkens“. Das Projekt wurde in Zusammenarbeit mit dem Bayerischen Rundfunk/Hörspiel und Medienkunst verwirklicht und als Hörspiel des Jahres 2010 ausgezeichnet. 2012 erhielt Memory Loops den Grimme Online Award SPEZIAL. Memory Loops – 300 Tonspuren zu Orten des NS-Terrors in München 1933–1945 basiert auf Transkriptionen historischer und aktueller Originaltöne von NS-Opfern und Zeitzeugen. Michaela Melián entwickelt daraus Collagen aus Stimmen und Musik, die mit der Topographie des Nationalsozialismus in München verknüpft sind. Sie können entweder einzeln mit Standortbezug gehört werden oder in einer Einheit als gestaltetes Hörspiel. Neben den deutschen Tonspuren sind auch 175 Zeitdokumente in Englisch abrufbar. Damit werden die Tonspuren zu einer virtuellen Münchner Gedenkstätte für Opfer des Nationalsozialismus.
2009 sang sie auf dem Album Die Entstehung der Nacht von der Hamburger Punkband Die Goldenen Zitronen.
2014 griff sie für das Kunsthaus Hamburg in der Komposition Andante Calmo die Arie der Mimì aus Giacomo Puccinis Oper La Bohème auf und schuf mit deren musikalischen Motiven und weiterem Material einen neuen Soundtrack aus drei Stimmen. Sie bearbeitete das Werk im selben Jahr für weitere Aufführungen und passte die Präsentation an die neuen Orte an.
2016 hatte Melián ihre erste Museumsausstellung im Kunstbau des Münchner Lenbachhauses, für die sie frühere Installationen wiederbelebte oder neu einrichtete, sowie mit Electric Ladyland eine neue Präsentation schuf. Diese ist eine Installation mit Musik aus Jacques Offenbachs Oper Hoffmanns Erzählungen, die wiederum auf E.T.A. Hoffmanns Werk Der Sandmann beruht. Melián übernahm die Figur der Olympia, einer mechanischen, künstlichen Frau, die von einem Mann geschaffen wurde; Olympia kann nur ein Lied singen, einen Walzer tanzen und als einziges Wort Ach sagen. Doch dann funktioniert die künstliche Frau nicht mehr so, wie ihr Schöpfer es wollte, und wird von diesem zerstört. Die Klanginstallation teilt die Musik in 16 Kanäle, die verschiedene Instrumente an verschiedenen Stellen im Raum spielen, so dass der Besucher durch die Klänge wandert und immer nur Bruchstücke wahrnimmt. Nur die Bassspur wandert selbst langsam durch die Lautsprecher und den Raum. Die über 150 m langen Wände des Kunstbaus verhängte Melián mit vergrößerten Zeichnungen auf Stoffbahnen. Sie zeigen die Erschaffung der Frau – durch Männer. Die Bilder sind inspiriert durch Science-Fiction, historische Prothesen und moderne Gentechnik. Als Hörspiel bearbeitet wurde Electric Ladyland zur Eröffnung der Show im Bayerischen Rundfunk ausgestrahlt.
Typisch für Meliáns Arbeiten ist die Verbindung von Kunstobjekten mit Klang. Ähnlich wie in der Musik von F.S.K. greift sie historische Geschichten auf, die oft auf eine bestimmte örtliche Gegebenheit bezogen oder mit einer bestimmten musikalischen Assoziation verbunden sind, und verfremdet sie, so dass von der ursprünglichen Assoziation nur überlagerte Spuren übrig bleiben.

## Ausstellungen (Auswahl)
- 2005: Kunstraum München

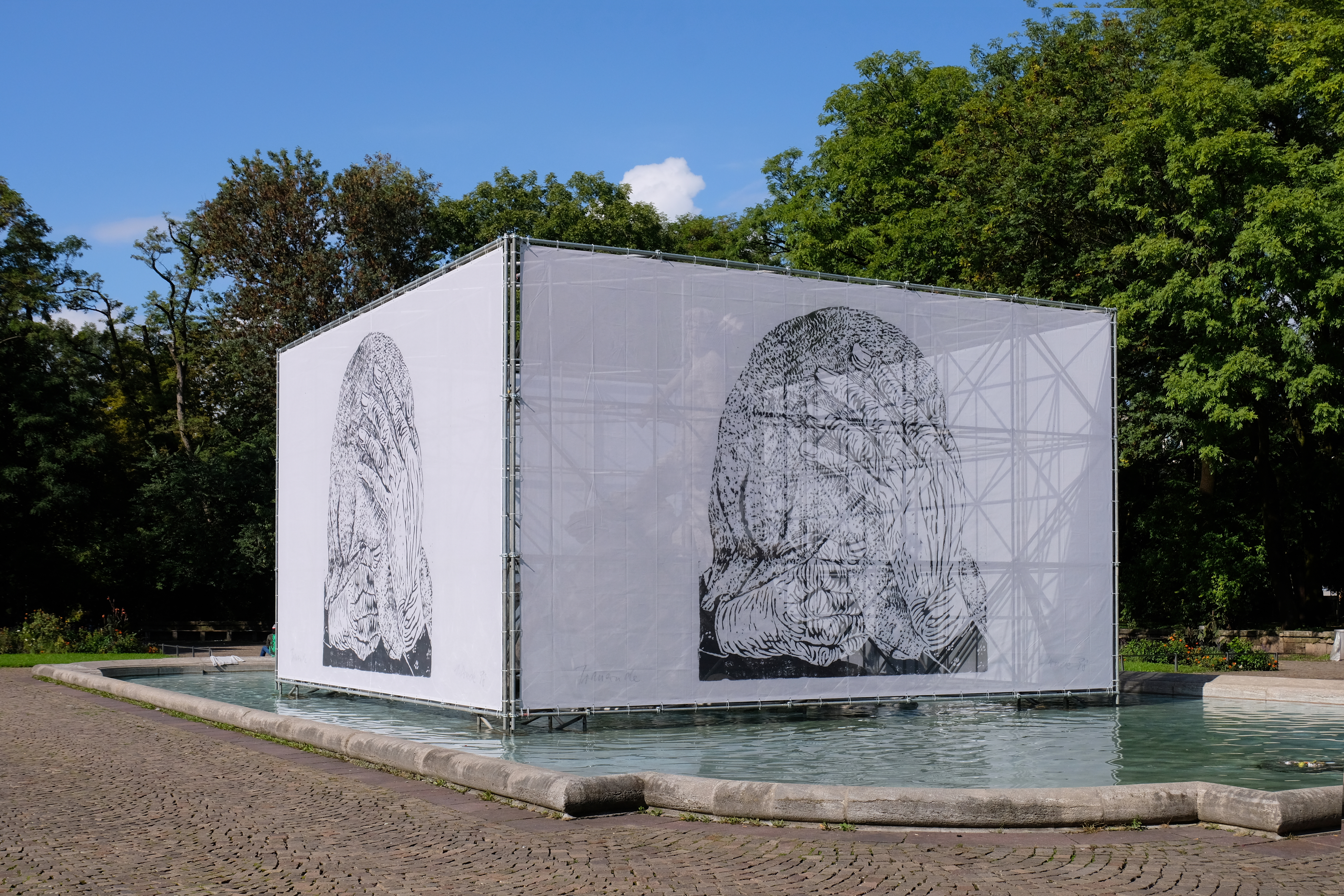
Verhüllung des Neptunbrunnens im Alten Botanischen Garten: Maria Luiko, Trauernde, 1938 (2022)

- 2006: Kunstwerke Berlin, Kunstverein Graz
- 2008: Cubitt Gallery London, Ulmer Museum Ulm, Galerie Karin Guenther Hamburg
- 2009: Lentos Museum, Linz, glasmoog/KHM Köln, Ludlow 38 New York
- 2013: Hausmusik, Galerie K Strich, Bremen[7]
- 2014: In a Mist, Badischer Kunstverein Karlsruhe[8]
- 2014: Andante Calmo, Kunsthaus Hamburg
- 2016: Electric Ladyland, Lenbachhaus, München
- 2022: Red Threads, Kindl – Zentrum für zeitgenössische Kunst, Berlin[9] (bis 24. Juli 2022)
- 2024: aufheben, Weserburg. Museum. für Moderne Kunst, Bremen
- 2024: Ulrichsschuppen, Galerie K Strich, Bremen[10]

## Publikationen
- Tomboy. Staatliche Kunsthalle, Baden-Baden 1996 (Katalog der gleichnamigen Ausstellung, 16. Dezember 1995 bis 4. Februar 1996).
- Triangel. Lukas & Sternberg, New York 2003, ISBN 0-9726806-2-4 (Katalog der gleichnamigen Ausstellung, 14. Juli bis 1. September 2002).
- Föhrenwald. Revolver, Archiv für aktuelle Kunst, Frankfurt/M. 2005, ISBN 3-86588-185-8 (Katalog der gleichnamigen Ausstellung, 10. bis 25. September 2005).
- Speicher. Koenig Books, London 2008, ISBN 978-3-86560-454-5 (Katalog der gleichnamigen Ausstellung, 19. April bis 22. Juni 2008).
- Rückspiegel. Spector Books, Leipzig 2009, ISBN 978-3-940064-91-2 (in deutscher und englischer Sprache).

## Hörspiele
- 2005: Föhrenwald. Mit Philip Götz, Leonie Hofmann, Gabriel Hecker, Marion Breckwoldt, Peter Brombacher, Eva Gosciejewicz, Hans Kremer, Anna Barbara Kurek, Stefan Merki, Stefan Zinner. Komposition: Michaela Melián/Carl Oesterhelt, Realisation: Michaela Melián. BR Hörspiel und Medienkunst/kunstraum muenchen 2005. Als Podcast/Download im BR Hörspiel Pool.[11] In Kombination mit einer Diaprojektion dauerhaft zu sehen in der Dauerausstellung des Erinnerungsortes Badehaus.
- 2008: Speicher. Mit Stefan Merki, Hans Kremer, Peter Brombacher, Christos Davidopoulos, Chris Dercon, Laura Maire. Komposition: Michaela Melián/Carl Oesterhelt, Realisation: Michaela Melián. BR Hörspiel und Medienkunst in Zusammenarbeit mit den Münchner Kammerspielen 2008. Als Podcast/Download im BR Hörspiel Pool[12]
- 2010: Memory Loops. Mit Peter Brombacher, Caroline Ebner, Florian Fischer, Julia Franz, Gabriel Ascanio Hecker, David Herber, Hans Kremer, Laura Maire, Steven Scharf, Joana Verbeek von Loewis. Musikrealisation: Carl Oesterhelt/Michaela Melián. Komposition/Realisation: Michaela Melián. BR Hörspiel und Medienkunst in Zusammenarbeit mit der Landeshauptstadt München/Kulturreferat Freie Kunst im öffentlichen Raum 2010. Als Podcast/Download im BR Hörspiel Pool.[13]
- 2014: In A Mist. Hörstück zum Theatertext Fritz Bauer. Von W. Selichowa und Natalia Saz, Moskau 1929. Mit Stefan Hunstein, Edmund Telgenkämper, Wiebke Puls, Thomas Schmauser, Annette Paulmann, Hans Kremer, Wolfgang Pregler, Çigdem Teke, Peter Brombacher, Angelika Krautzberger, Oliver Mallison, Juno Meinecke, Marina Lindemann, Caroline Ebner, Stefan Hunstein, Stefan Merki, Felix Raeithel. Komposition und Realisation: Michaela Melián. BR Hörspiel und Medienkunst in Zusammenarbeit mit den Münchner Kammerspielen und dem Badischen Kunstverein Karlsruhe 2014. Als Podcast/Download im BR Hörspiel Pool[14]
- 2016: Electric Ladyland. Mit Christos Davidopoulos, Juno Meinecke, Damian Rebgetz, Steven Scharf. Chor: Miriam von Aufschnaiter, Anton Winstel, Antonia Wirth, Moritz Zehner. Gesang: Maximiliane Reichart, Violine: Ruth May. Komposition und Realisation: Michaela Melián. BR Hörspiel und Medienkunst 2016. Als Podcast/Download im BR Hörspiel Pool[15]

## Soloalben
- Baden-Baden (CD + Doppel-LP, Monika Enterprise, Berlin 2004)
- Los Angeles (CD + LP, Monika Enterprise, Berlin 2007)
- Föhrenwald (CD, intermedium records, München 2006)
- Monaco (CD + LP, Monika Enterprise, Berlin 2013)
- Speicher (CD, intermedium records, München 2016)

## Sonstige Musik
- Music from a Frontier Town 2018 – Samples aus einer Sammlung von Schallplatten im Münchner Amerikahaus.[16]

## Filmmusik
- Finsterworld, 2013

## Auszeichnungen (Auswahl)
- 1994: Förderpreis für Bildende Kunst der Landeshauptstadt München
- 2005: ARD-Online Award für das Hörspiel Föhrenwald
- 2006: Hörspielpreis der Kriegsblinden für Föhrenwald
- 2008: Hörspiel des Jahres der Deutschen Akademie der Darstellenden Künste für Speicher
- 2010: Kunstpreis der Landeshauptstadt München für Memory Loops
- 2010: Hörspiel des Jahres für Memory Loops – 300 Tonspuren zu Orten des NS-Terrors in München 1933–1945
- 2011: Kunstpreis der Stadt Nordhorn
- 2012: Grimme Online Award SPEZIAL für Memory Loops
- 2014: Nominierung zum Deutscher Filmpreis/Beste Filmmusik für Finsterworld
- 2018: Edwin-Scharff-Preis
- 2019: Rolandpreis für Kunst im öffentlichen Raum

## Audios
- Deutschlandfunk Essay und Diskurs vom 20. Mai 2024: Gedenken an den Holocaust. Wie kann Kunst Erinnerungsorte schaffen? Michaela Melián im Gespräch mit Thorsten Jantschek